# Liste der Mitglieder der Deutschen Akademie der Naturforscher Leopoldina/1718
Die Liste der Mitglieder der Deutschen Akademie der Naturforscher Leopoldina/1718 enthält alle Personen, die im Jahr 1718 zum Mitglied ernannt wurden. Insgesamt gab es drei neu gewählte Mitglieder.

## Mitglieder
| Nr. | Name                         | Beiname       | Geboren       | Aufnahme | Gestorben     | Bild                                                              | Datenbank |
| --- | ---------------------------- | ------------- | ------------- | -------- | ------------- | ----------------------------------------------------------------- | --------- |
| 333 | Hieronymus Laub              | Faustinus I.  | 15. Feb. 1684 | 15. Feb. | 5. Dez. 1753  |                                                                   | 4863      |
| 334 | Daniel Hoffmann              | Niceratus     | 25. Nov. 1695 | 16. Mai  | 12. Apr. 1752 | Daniel Hoffmann auf einem Bild in der Tübinger Professorengalerie | 3864      |
| 335 | Christoph Bernhard Valentini | Thessalus II. | 29. Dez. 1694 | 17. Dez. | 10. Feb. 1728 |                                                                   | 7018      |